# Жак Атталі
Жак Жозе Мардохе Атталі (французька вимова: [ʒak atali]; народився 1 листопада 1943 року) — французький економічний та соціальний теоретик, письменник, політичний радник і високопоставлений державний службовець.
Атталі є надзвичайно плідним письменником, за 54 роки, з 1969 по 2023, він опублікував 86 книг.
Атталі був радником президента Франсуа Міттерана з 1981 по 1991 рік та першим головою Європейського банку реконструкції та розвитку з 1991 по 1993 рік. У 1997 році, на прохання міністра освіти Клода Аллегре, він запропонував реформу системи вищої освіти. З 2008 по 2010 рік він очолював урядовий комітет щодо стимулювання економічного зростання Франції за президента Ніколя Саркозі.
Атталі був співзасновником європейської програми EUREKA, присвяченої розвитку нових технологій. Він також заснував некомерційну організацію PlaNet Finance, яка нині називається Positive Planet, і є керівником консалтингової фірми Attali & Associates (A&A), яка спеціалізується на стратегії, корпоративних фінансах та венчурному капіталі. Атталі також зацікавлений у мистецтві, і його призначили членом правління Музею д'Орсе. Він опублікував понад п'ятдесят книг, включаючи Verbatim (1981), Шум: політична економія музики (1985), Лабіринт у культурі та суспільстві: Шляхи до мудрості (1999) та Коротка історія майбутнього (2006).
У 2009 році журнал Foreign Policy назвав його одним із 100 "глобальних мислителів" світу.

## Біографія
Народився 1 листопада 1943 в Алжирі в єврейській родині. У 1963 році він закінчив Еколь Політекнік та Вищу гірничу школу, пізніше отримав диплом в Інституті Політичних Досліджень та закінчив ЕНА.
Атталі здобув особливу популярність в 1981 році, завдяки його активній ролі в кабінеті (апараті) Президента Франції Франсуа Міттерана. Великий інтерес викликала публікація Атталі його своєрідного політичного щоденника Verbatim, де відображені роки його роботи з Франсуа Міттераном
Є членом Більдербергського клубу. У квітні 1991 року став першим главою Європейського банку реконструкції та розвитку. Автор більше трьох десятків книг, серед яких романи, збірки есе, п'єси, біографії (Блез Паскаль), дитячі книжки, історичні дослідження.
У книзі «Лінії горизонту» («Lignes d'horizons», в англійському перекладі — «Millennium» Жак Атталі розбирає еволюцію нашого суспільства, взятого на світовому рівні, на майбутню чверть століття, а також досліджує сутність його економічної, політичної, соціальної та ідеологічної організації.
З 1998 року завідує організацією «PlaNet Finance», що має філії у 80 країнах світу й займається боротьбою з бідністю через мікрокредити.

## Академічна кар'єра
Жак Атталі викладав економіку з 1968 по 1985 рік в Університет Париж-Дофін, у Політехнічній школі та в Вищу національну школу мостів та доріг.
У своєму лабораторному центрі в Дофіні, IRIS, він зібрав декількох молодих дослідників, таких як Ів Стурдзе (який керував європейською дослідницькою програмою EUREKA, співзаснованою Жаком Атталі), Жан-Ерве Лоренці та Ерік Орсенна, а також провідних фахівців з різних сфер (журналістики, математики, шоу-бізнесу, фінансового аналізу).

## Політична кар'єра
Тісна співпраця Атталі з Франсуа Міттераном почалася в грудні 1973 року. Він керував його політичною кампанією на президентських виборах 1974 року. Після цього він став головним керівником штабу Міттерана в опозиції. У 1981 році, після обрання Франсуа Міттерана президентом, Атталі був призначений його спеціальним радником. Відтоді Жак Атталі щовечора писав записки для президента Франції з питань економіки, культури, політики або останньої книги, яку він прочитав. Він також брав участь у всіх засіданнях Кабінету міністрів, Ради оборони та всіх двосторонніх зустрічах між президентом Франсуа Міттераном і главами держав та урядів. Крім того, президент доручив йому роль "шерпи" (особистого представника глави держави) на самітах Європейської ради та G7.
Атталі розширив своє коло знайомств, включивши до нього Раймона Барра, Жака Делора, Філіпа Сегена, Жан-Люка Лагарде, Антуана Рібу, Мішеля Серра, Колюша. Він порадив президенту залучити Жан-Луї Б'янко, Алена Бубліля та кількох перспективних випускників Національної школи адміністрації (серед яких Франсуа Олланд та Сеголен Руаяль) до своєї команди.
У 1982 році він виступав за «економічну строгість». Як "шерпа" Міттерана протягом 10 років, він організував саміт G7 у Версалі в 1982 році та саміт G7 у Арку в 1989 році. Він також брав активну участь в організації святкувань двохсотліття Французької революції 14 липня 1989 року.
У 1997 році, на прохання Клода Аллегре, він запропонував реформу системи вищої освіти, що призвела до впровадження моделі LMD.
У 2008 та 2010 роках, на прохання тодішнього президента Ніколя Саркозі, він очолив двопартійну комісію, яка мала запропонувати реформи для стимулювання економічного зростання Франції. У 2013 році Атталі запропонував концепцію «позитивної економіки» в доповіді, представленій президенту Франсуа Олланду на його запит. Його ідеї надихнули деякі положення закону, запропонованого Еммануелем Макроном, тодішнім міністром економіки.
У квітні 2011 року у Вашингтоні, округ Колумбія, Міжнародний центр науковців імені Вудро Вільсона при Інституті Смітсоніана США нагородив Атталі премією Вудро Вільсона за громадську службу.
Атталі підтримував Раттачизм.
Йому часто приписують заслугу у тому, що він помітив Еммануеля Макрона та допоміг йому стати президентом Французької Республіки. Саме Атталі виявив Макрона, коли той працював інвестиційним банкіром у компанії Rotschild & Co., а потім познайомив його з Франсуа Олландом, запропонувавши Макрона на посаду міністра економіки.

## Міжнародна кар'єра
У 1979 році Жак Атталі був співзасновником міжнародної неурядової організації Action Against Hunger (Action Contre La Faim).
У 1984 році він допоміг впровадити європейську програму EUREKA, присвячену «розвитку нових технологій», керівництво якою він довірив Іву Стурдзе.
У січні 1989 року Атталі ініціював масштабний міжнародний план дій проти катастрофічних повеней у Бангладеш.
У серпні 1989 року, під час другого терміну Франсуа Міттерана, Жак Атталі відмовився від політики і залишив Єлисейський палац. Він заснував Європейський банк реконструкції та розвитку (ЄБРР) у Лондоні та став його першим президентом. Він запропонував створення цієї установи ще у червні 1989 року, до падіння Берлінської стіни, з метою підтримки реконструкції країн Східної Європи. Він головував на Паризькій конференції з переговорів, яка привела до створення ЄБРР. Під його керівництвом ЄБРР сприяв інвестиціям, які мали на меті захист атомних електростанцій, охорону довкілля та загалом розвиток інфраструктури, посилення конкурентоспроможності приватного сектору та підтримку переходу до демократії.
У 1991 році Атталі запросив Михайла Горбачова до штаб-квартири ЄБРР у Лондоні, всупереч думці прем'єр-міністра Великобританії Джона Мейджора. Таким чином, він змусив глав держав G7, які брали участь у саміті в цьому місті, прийняти радянського главу держави. Після бурхливої телефонної розмови між Жаком Атталі та Джоном Мейджором, британська преса почала критикувати Атталі та поширювати підозри щодо його управління установою. Незаперечні подробиці управління ЄБРР, зокрема неефективність і марнотратство, були шокуючими. Деякі з цих деталей були підхоплені французькими журналістами. Атталі пояснює свою позицію в розділі своєї книги C'était François Mitterrand, під назвою «Verbatim і ЄБРР»: «роботу, про яку йшлося, було виконано під наглядом міжнародної робочої групи, до якої я не належав». Коли Атталі залишив ЄБРР (добровільно), рада директорів дала йому остаточний звіт про управління установою. Однак його репутація так і не відновилася.
У 1993 році Жак Атталі виграв справу про наклеп; його звинувачували в тому, що він у своїй книзі Verbatim без дозволу Франсуа Міттерана опублікував секретні архіви та кілька висловлювань глави французької держави, які були призначені для іншої книги. Навіть Herald Tribune опублікувала на першій шпальті статтю, в якій помилково стверджувалося, що президент Міттеран вимагав вилучити книгу з продажу. Франсуа Міттеран у довгому інтерв'ю підтвердив, що попросив Атталі написати цю книгу, і визнав, що він її вичитав та мав можливість внести виправлення.
У 1998 році Атталі заснував Positive Planet, неприбуткову організацію, яка діє більш ніж у 80 країнах, має понад 500 працівників і надає фінансування, технічну допомогу та консультаційні послуги для 10 000 учасників мікрофінансового ринку та зацікавлених сторін. Positive Planet також працює у бідних передмістях Франції.
У 2001 році проти Атталі було розпочато розслідування за звинуваченнями у «приховуванні активів компанії, які були неправомірно використані, та торгівлі впливом». 27 жовтня 2009 року його було виправдано судом Парижа «за сумнівом на користь обвинуваченого».
Атталі виступає за встановлення глобальної правової держави, яка є умовою виживання демократії через створення нового світового порядку. Він вважає, що регулювання економіки глобальною фінансовою наглядовою установою може бути вирішенням фінансової кризи, яка почалася у 2008 році. Ця фінансова установа є першим кроком до створення демократичного світового уряду, лабораторією якого може стати Європейський Союз, що було викладено в його книзі 1981 року Verbatim.

## Приватна фінансова кар'єра
У 1994 році він заснував Attali & Associates (A&A), міжнародну консалтингову компанію, яка спеціалізується на стратегічному консультуванні, корпоративних фінансах та венчурному капіталі для підтримки довгострокового розвитку компаній.
У 2012 році Атталі став членом наглядової ради Kepler Capital Markets, швейцарського брокера з головним офісом у Женеві. Того ж року Crédit Agricole продав Cheuvreux, який має близько 700 співробітників по всьому світу, компанії Kepler Capital Markets.
Він очолює наглядову раду Slate.fr.

## Музика та мистецтво
У вересні 2010 року Атталі був призначений членом дирекції Музею Орсе.
Атталі захоплюється музикою: він грає на фортепіано (якось він грав для асоціації Les Restos du Cœur), а також писав тексти пісень для Барбари. Він є автором книги Bruits (1977) (українською: Шум: Політична економія музики), есе, яке досліджує економіку музики та її значення в еволюції наших суспільств.
У 1978 році він зіграв самого себе у фільмі Pauline et l'ordinateur, режисером якого був Франсіс Фер.
З 2003 року він керує оркестром Гренобльського університету, відкритим для аматорів, під керівництвом Патріка Суайо. Він виконував дуже різні твори, від симфонії, написаної Бендою, до скрипкових концертів Баха, меси Моцарта, «Адажіо» Барбера та подвійного концерту Мендельсона для скрипки, фортепіано та оркестру. У 2012 році він диригував оркестром «Musiques en scène», виконуючи увертюру з опери Севільський цирульник і спільно диригував оркестром Ламуро разом зі своїм другом, генетиком Даніелем Коеном, під час гала-вечора Техніонського університету в Парижі. Він також диригував Лозаннською синфонієттою в серпні та концертом Равеля в соль мажор зі Єрусалимським симфонічним оркестром в Єрусалимі, а потім у Парижі. Він також керував оркестрами у Шанхаї, Бонді, Марселі, Лондоні та Астані.
Разом з Патріком Суайо у 2012 році він створив національну організацію за зразком «Fabrique Opéra Grenoble», яка має на меті координувати виробництво кооперативних опер за участю студентів професійних ліцеїв.

## Роздуми про зростання та позитивну економіку

### Комісія з визволення французького зростання, відома як «Комісія Атталі»
24 липня 2007 року Ніколя Саркозі призначив Атталі головою двопартійної комісії, якій було доручено вивчити «перешкоди, що стримують зростання». До її складу увійшли 42 члени, вільно призначені Атталі, переважно ліберали та соціал-демократи. Її одноголосний звіт був переданий Президенту 23 січня 2008 року. Він містив різноманітні рекомендації щодо радикальної трансформації французької економіки та суспільства з метою розблокування економічного зростання.

### Комісія з «Позитивної економіки»
У 2012 році президент Франції Франсуа Олланд замовив у Атталі звіт про стан «позитивної економіки». Метою цього звіту було покласти край короткостроковому підходу, перейти від індивідуалістичної економіки, заснованої на короткострокових інтересах, до економіки, орієнтованої на суспільний інтерес та інтереси майбутніх поколінь, а також організувати перехід від старої моделі економіки багатства до моделі, у якій економічні агенти матимуть інші зобов’язання, крім максимізації прибутку. Цей звіт, написаний широкою комісією, запропонував 44 реформи.

## Літературна діяльність
Літературна діяльність Атталі охоплює широкий спектр тем і майже всі можливі питання у сфері літератури: математика, економічна теорія, есе, романи, біографії, мемуари, дитячі історії та театр. Ймовірно, складно знайти спільну лінію у його творчості.
Усі його есе зосереджуються на складному завданні описати майбутнє через довгостроковий аналіз минулого. Щоб виконати це завдання, він узявся переказати історію людської діяльності та її різні аспекти: музика, час, власність, Франція, кочовий спосіб життя, здоров’я, моря, сучасність, глобальне управління, кохання та смерть (Bruits, Histoires du temps, La nouvelle économie française, Chemin de sagesse, Au propre et au figuré, l'ordre cannibale, Consolations, l’homme nomade, Amours, Histoire de la modernité, Demain qui gouvernera le monde, Histoires de la mer).
Він також видав кілька збірників (Lignes d'horizon, Brève histoire de l'avenir, Vivement après demain) і кілька публікацій про аналітичні методи (Analyse économique de la vie politique, Modèles politiques, Les trois mondes, La figure de Fraser, Peut-on prévoir l'avenir ?).
Його роботи виявляють чітке бачення історії та її послідовних етапів, які є водночас ідеологічними, технологічними та геополітичними. Крім того, його роботи передбачають зображення повільної трансформації людства в артефакт, в якому людина стає об'єктом, щоб уникнути смерті, і геополітичну еволюцію до хаосу, що супроводжує таку трансформацію; водночас людина також очікує на пробудження, яке веде до нового глобального управління, освячення сутності людства з урахуванням інтересів майбутніх поколінь і не допускаючи проникнення протезів.
Атталі також у книгах, написаних під час ключових подій, намагався висвітлити окремі моменти теперішнього і найближчого майбутнього (La crise et après ?, Tous ruinés dans dix ans ?, Économie de l'apocalypse) і запропонував реформи для реалізації, як у книгах, які він написав (Candidats, répondez !, Urgences françaises) або в колективних звітах (Rapport sur l'évolution de l'enseignement supérieur, sur la libération de la croissance, sur l'économie positive, sur la francophonie).
Атталі також розмірковував над майбутнім концепцій соціалізму і альтруїзму (La voie humaine, Fraternités) і виступав за методи особистісного зростання (Survivre aux crises, Devenir soi).
Ще з найперших книг Атталі передбачав і анонсував сигнали майбутнього, хоч і слабкі на той час, які згодом справдилися: У La parole et l'outil (1976) він анонсував і описав перехід від суспільства на основі енергії до суспільства на основі інформації. У Bruits (1977) він передбачив те, що пізніше стало інтернетом, YouTube і важливість музичної практики; у La nouvelle économie française (1978) він обговорював майбутнє появи особистого комп’ютера, гіпернагляду і самонагляду. У Les trois mondes (1980) він передбачив переміщення центру влади навколо Тихого океану. У L'ordre Cannibale (1980) він анонсував появу протезного суспільства, тепер відомого як трансгуманізм. У Histoires du temps він анонсував швидкий темп історії та зростаючу терміновість стосунків. У Amours він передбачив появу поліромантичних стосунків. У Au propre et au figuré він анонсував розпад власності та її використання, а згодом винайшов концепцію «кочового об'єкта». У Lignes d'horizons (1990) він передбачив відносний спад впливу США. У Brève histoire de l'avenir він анонсував захоплення корпоративною владою даних про здоров'я та страхових компаній. У L'homme nomade він описав великий рух населення, чий осілий спосіб життя був лише тимчасовим етапом.
Атталі розмірковував над багатьма вимірами, а також над місцем єврейської думки та єврейського народу в історії (1492, Histoire économique du peuple juif, Dictionnaire amoureux du judaïsme); він також порушив цю тему в театрі у виставі Du cristal à la fumée.
Він також розглядав міжрелігійний діалог (La confrérie des Eveillés і Naissance de l'Occident).
У його біографічному видавництві основна увага зосереджена на переповіданні життів персонажів, які змінили світову історію завдяки силі своїх ідей: Вартбург, Паскаль, Маркс, Ганді, Дідро, а також усі ті, про кого він написав короткі біографії в Phares, такі як Авіценна, Аристотель, Маймонід, Фома Аквінський, Джордано Бруно, Дарвін.
Романи Атталі, які в основному відносяться до жанру фантастики або, принаймні, до піджанру незначної дистопії, стосуються тих же тем. Зокрема, його романи обертаються навколо ризиків, з якими стикається людство, з персонажами, які намагаються сховатися або зникнути (Nouvelles, Les portes du ciel, Le premier jour après moi, Il viendra, Notre vie disent-ils).
Нещодавно він вирішив поєднати кримінальні романи з дистопією, уявляючи повторне з'явлення начальника поліції, при цьому дія відбувається в недалекому майбутньому.
Атталі описав деякі з основних подій, в яких він був залучений, у кількох спогадах: спочатку, у Verbatim 1, 2 і 3, він зберігав, за запитом Франсуа Міттерана, щоденник у роки його президентства. Він також розповів про свої спогади про створення Європейського банку реконструкції та розвитку в Europe(s) і змалював портрет Франсуа Міттерана в C'était François Mitterrand, описуючи двадцять років, проведених поруч з ним.

## Твори

### Романи і есеїстика
- 1973 : Analyse économique de la vie politique — PUF
- 1974 : Modèles politiques — PUF. Prix de l'Académie des sciences.
- 1975 : L'anti-économique (Avec Marc Guillaume) — PUF
- 1976 : La parole et l'outil — PUF
- 1977 : Bruits — Essai — PUF
- 1978 : La nouvelle économie française — Flammarion
- 1979 : L'ordre cannibale — Grasset
- 1981 : Les trois mondes — Fayard
- 1982 : Histoires du temps — Fayard
- 1984 : La figure de Frazer — Fayard
- 1986 : Sigmund Warburg, un homme d'influence — Biographie — Éditions Fayard.
- 1986 : Verbatim I — Mémoire à l’Élysée en 3 Tomes — Éditions Lgf (3 tomes : 1986, 1997 & 1998)
- 1988 : Au propre et au figuré — Éditions Fayard
- 1989 : La vie éternelle — Roman — Éditions Fayard
- 1990 : Le premier jour après moi — Roman — Éditions Fayard
- 1990 : Lignes d'horizon — Éditions Fayard
- 1991 : 1492 — Historique — Éditions Fayard
- 1994 : Europe (s) — Éditions Fayard
- 1994 : Il viendra — Roman — Éditions Fayard
- 1994 : Économie de l'apocalypse — Trafic et prolifération nucléaire — Éditions Fayard
- 1995 : Verbatim II — Mémoire à l’Élysée en 3 Tomes — Éditions Fayard
- 1995 : Verbatim III — Mémoire à l’Élysée en 3 Tomes — Éditions Fayard
- 1995 : Manuel l'enfant-rêve — Conte pour enfants (ill. par Philippe Druillet) — Éditions Stock
- 1996 : Chemins de sagesse — Éditions Fayard
- 1997 : Au-delà de nulle part — Roman — Éditions Fayard
- 1997 : Mémoires de sabliers — Éditions de l'Amateur
- 1998 : Le citoyen, les pouvoirs et dieu — Éditions Fayard
- 1998 : Pour un modèle européen d'enseignement supérieur — Éditions Stock
- 1998 : Dictionnaire du XXI e — Éditions Fayard
- 1999 : Les portes du ciel — Théâtre — Éditions Fayard
- 1999 : La femme du menteur — Roman — Éditions Lgf
- 1999 : Fraternités: Une nouvelle utopie — Éditions Fayard ISBN 978-2-253-15278-1
- 2000 : Blaise Pascal ou le génie français — Biographie — Éditions Fayard ISBN 978-2-253-15348-1
- 2002 : Les Juifs, le monde et l'argent — Essai — Éditions Fayard ISBN 978-2-253-15580-5
- 2002 : Nouv'Elles — Roman
- 2003 : L'Homme nomade — Essai ISBN 978-2-253-10894-8
- 2004 : La Voie humaine: Pour une nouvelle social-démocratie — Essai — Éditions Fayard
- 2004 : La Confrérie des Éveillés — Roman Historique ISBN 978-2-213-61901-9
- 2004 : Raison et Foi — Essai — Éditions BNF
- 2005 : C'était François Mitterrand — Éditions Fayard
- 2005 : Karl Marx ou l'esprit du Monde — Éditions Fayard
- 2006 : Portraits de micro entrepreneurs avec Muhammad Yunus — ISBN 978-2-7491-0669-4
- 2006 : Une brève histoire de l'avenir — Éditions Fayard ISBN 978-2-213-63130-1
- 2007 : L'Avenir du travail, Pierre Cahuc, François Chérèque, et Jean-Claude Javillier — Éditions Fayard ISBN 978-2-213-63285-8
- 2007 : Gandhi ou l'éveil des humiliés — Éditions Fayard ISBN 978-2-213-63198-1
- 2007 : Amours, avec Stéphanie Bonvicini — Éditions Fayard ISBN 978-2-213-63010-6
- 2008 : 300 décisions pour changer la France — XO Éditions ISBN 978-2-84563-373-5
- 2008 : La crise, et après ? — Éditions Fayard ISBN 978-2-213-64307-6
- 2009 : Dictionnaire amoureux du Judaïsme — Éditions Plon-Fayard ISBN 978-2-259-20597-9
- 2009 : Le sens des choses — Éditions Robert Laffont ISBN 978-2-221-11160-4 — Hyperlivre[15]
- 2009 : Survivre aux crises — Éditions Fayard ISBN 978-2-213-64448-6
- 2009 : Une brève histoire de l'avenir (Édition remise à jour) — Éditions Fayard ISBN 978-2-213-65145-3
- 2010 : Sept leçons de vie: Survivre aux crises * — LGF ISBN 978-2-253-15671-0
- 2010 : Tous ruinés dans dix ans ? Dette publique: la dernière chance  — Éditions Fayard ISBN 978-2-213-65537-6
- 2010 : 24 destins phares — Éditions Fayard ISBN 978-2-213-65430-0

### Театр
- 1999 : Les Portes du ciel
- 2008 : Du cristal à la fumée

## Переклади українською
- Жак Атталі. Історії про море. Пер. з франц. Марини Марченко. – Київ: Ніка-Центр, 2021.